# Atlas Cheetah
Atlas Cheetah — южноафриканский многофункциональный истребитель, являющийся улучшенной версией Dassault Mirage III.

## История создания
В 1977 году по инициативе ООН было введено эмбарго на поставку оружия в ЮАР. Это вынудило министерство обороны ЮАР модернизировать ранее закупленные 74 французских истребителя «Мираж»-III. Модернизация была поручена фирме Atlas. Во время проведения модернизации по некоторым данным активно применялись и внедрялись израильские технологии, что правительства обеих стран отрицали.
В июне 1988 года фирма Atlas представила значительно усовершенствованный вариант французского «Мираж»-III под обозначением «Cheetah». Вначале были модернизированы 8 двухместных «Миражей», поступивших в авиачасти под обозначением «Cheetah» DZ, за ними последовали 14 одноместных «Чита» EZ. Все «Cheetah» несли службу во 2-й эскадрилье ВВС ЮАР до 2008 года, после чего их сняли с вооружения.

## Операторы
- ВВС ЮАР — по состоянию на октябрь 2012 года ВВС ЮАР используют 2 Atlas Cheetah D в виде стендов
- ВВС Эквадора — 23 сентября 2009 года министерство обороны Эквадора решило закупить 10 Atlas Cheetah Сs и 2 Atlas Cheetah D, но после некоторых задержек контракт был подписан в декабре 2010 года. Первые самолёты поступили в 2011 году.
- ВВС США — в декабре 2017 года было объявлено, что министерство обороны США купит 12 бывших самолётов ВВС ЮАР и будет их эксплуатировать как спортивные самолёты для обучения военных пилотов.

Бывшие операторы
- ВВС Чили — в 2003 году Чили купили 5 самолётов как источники запчастей для их аналога ENAER Pantera. Но в 2007 году последние ENAER Pantera были сняты с вооружения.
- ВВС ЮАР — сняты с вооружения в 2008 году

## Летно-технические характеристики

Atlas Cheetah

- Двигатель: ТРДФ SNECMA «Atar» 9K-50 тягой 5000/7200 кгс
- Размах крыла, м: 8,22
- Длина, м: 15,65
- Высота, м: 4,55
- Площадь крыла, м в кв.: 34,8
- Площадь ПГО, м в кв.: 1,66
- Максимальная скорость на высоте 12000 м: 2338 км/ч (~2,2М)
- Практический потолок, м: 17000
- Общая боевая нагрузка, кг: 5600

## Конструкция и вооружение
На вариантах «Читы» (включая учебные, которые ранее не имели РЛС) установили в носовой части фюзеляжа радиолокационный дальномер. На учебных версиях нос чуть скошен вниз, как на израильских «IAI Kfir». В кабине пилота имеется ИЛС (индикатор на лобовом стекле) «Элбит», ИЛС с ЭВМ управления вооружением и нашлемная система вооружения. Устройство для дозаправки в воздухе размещено над правым воздухозаборником. Для улучшения маневренности добавлено ПГО. ЭВМ, РЛС, предназначенный для уничтожения наземной техники и система управления вооружением позволяет установить на самолёт управляемые ракеты, и вести более эффективный огонь из пушечного вооружения.
Список устанавливаемого вооружения:
- 2×30 мм встроенные пушки DEFA
- УРВВ V3B и V3C «Дартер» с ИК ГСН
- УРВВ «Питон»-3 с ИК ГСН
- УРВВ «Рафаэль» с РЛС ГСН
- Тактические КР
- ПКР «Экзосет»
- Корректируемые по лазеру бомбы
- Кассетные бомбы с суббоеприпасами

## Источник
- Современная военная авиация/ перевод с английского А. А. Жеребилова-Смоленск, «Русич», 2005 г.